# Nowa Sól
Nowa Sólⓘ (em alemão: Neusalz an der Oder) é um município localizado no oeste da Polônia, na voivodia da Lubúsquia, no condado de Nowa Sól e sede da comuna rural de Nowa Sól. Está situado na Muralha de Trzebnicki, um cinturão de colinas de morena formado durante a glaciação da Polônia Central. O rio Óder flui pelo município; com Zielona Góra e Sulechów, forma a Tricidade da Lubúsquia.
Estende-se por uma área de 21,8 km², com 37 791 habitantes, segundo o censo de 31 de dezembro de 2021, com uma densidade populacional de 1 733,5 hab./km². É a terceira cidade em população na voivodia. Os maiores centros são Zielona Góra e Gorzów Wielkopolski.
Uma subzona da Zona Econômica Especial Kostrzyn-Słubice foi fundada na cidade. Nowa Sól é membro da Associação de Cidades polonesas.

## Localização
Nowa Sól está situada na parte sul da voivodia da Lubúsquia, na margem esquerda do rio Óder, na área da parte ocidental das colinas Dalkowskie (geleira Barucko-Głogowska). Historicamente, está situada na borda da Baixa Silésia.
Segundo dados de 31 de dezembro de 2021, a área da cidade era de 21,80 km². A cidade constitui 2,8% da área do município.
Conforme os dados de 2002, Nowa Sól tem uma área de 21,56 km², incluindo: terrenos agrícolas 40%, terrenos florestais 13%.
Nos anos de 1975–1998, a cidade pertencia administrativamente à voivodia de Zielona Góra, à semelhança da divisão administrativa anterior, antes de 1975.

## Toponímia
No livro latino, Liber fundationis episcopatus Vratislaviensis (Livro da fundação do episcopado de Breslávia), escrito durante o reinado do bispo Henrique de Wierzbno nos anos 1295–1305, Stare Żabno na forma de Sczhabna antiqua e Nowe Żabno na forma de Sczhabna nova são listadas como aldeias separadas. A primeira foi absorvida pela cidade e hoje é seu distrito, e a segunda ainda é uma vila.
A cidade de Nowa Sól foi criada como resultado da fusão de aldeias e conjuntos habitacionais mais antigos que ocorreram nos processos de urbanização. A cidade de Nowa Sól é mencionada pela primeira vez por volta de 1585 como Neusalzburg, mais tarde o nome foi encurtado para Neusalz.
O nome atual foi aprovado administrativamente em 7 de maio de 1946.

## História

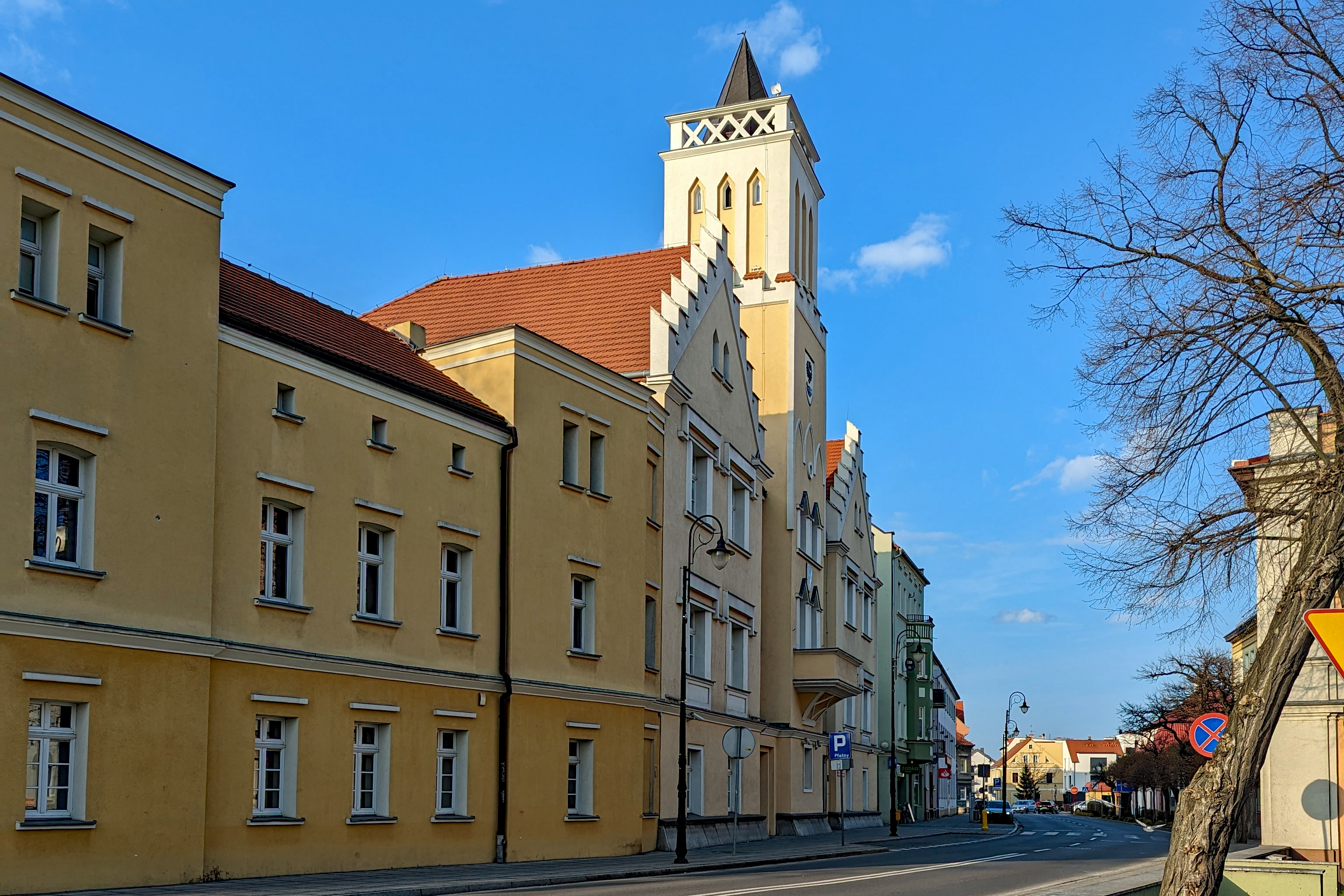
Edifício da antiga Prefeitura, o antigo escritório imperial do sal (século XVI)

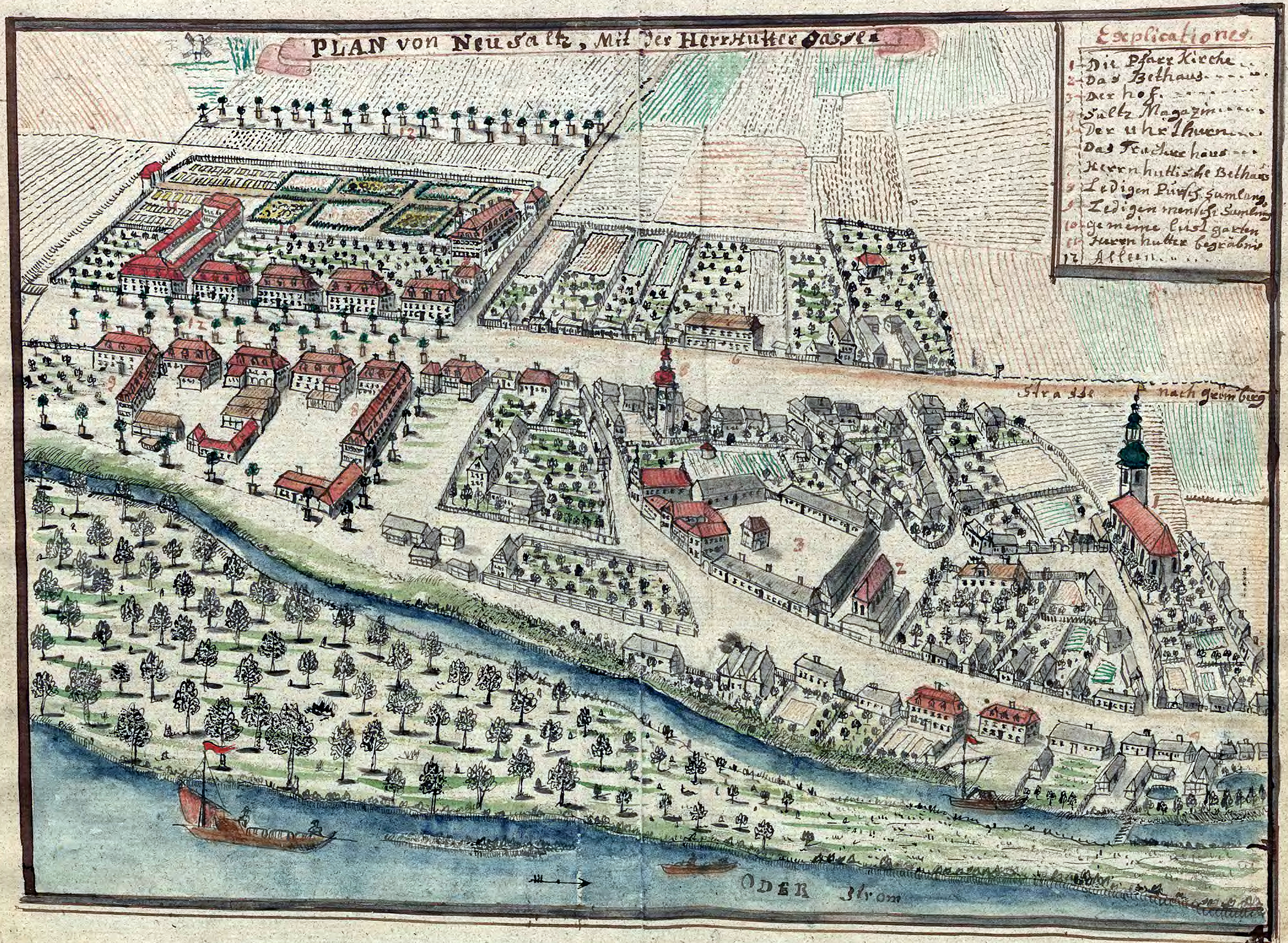
Nowa Sól, 2.ª metade do século XVIII

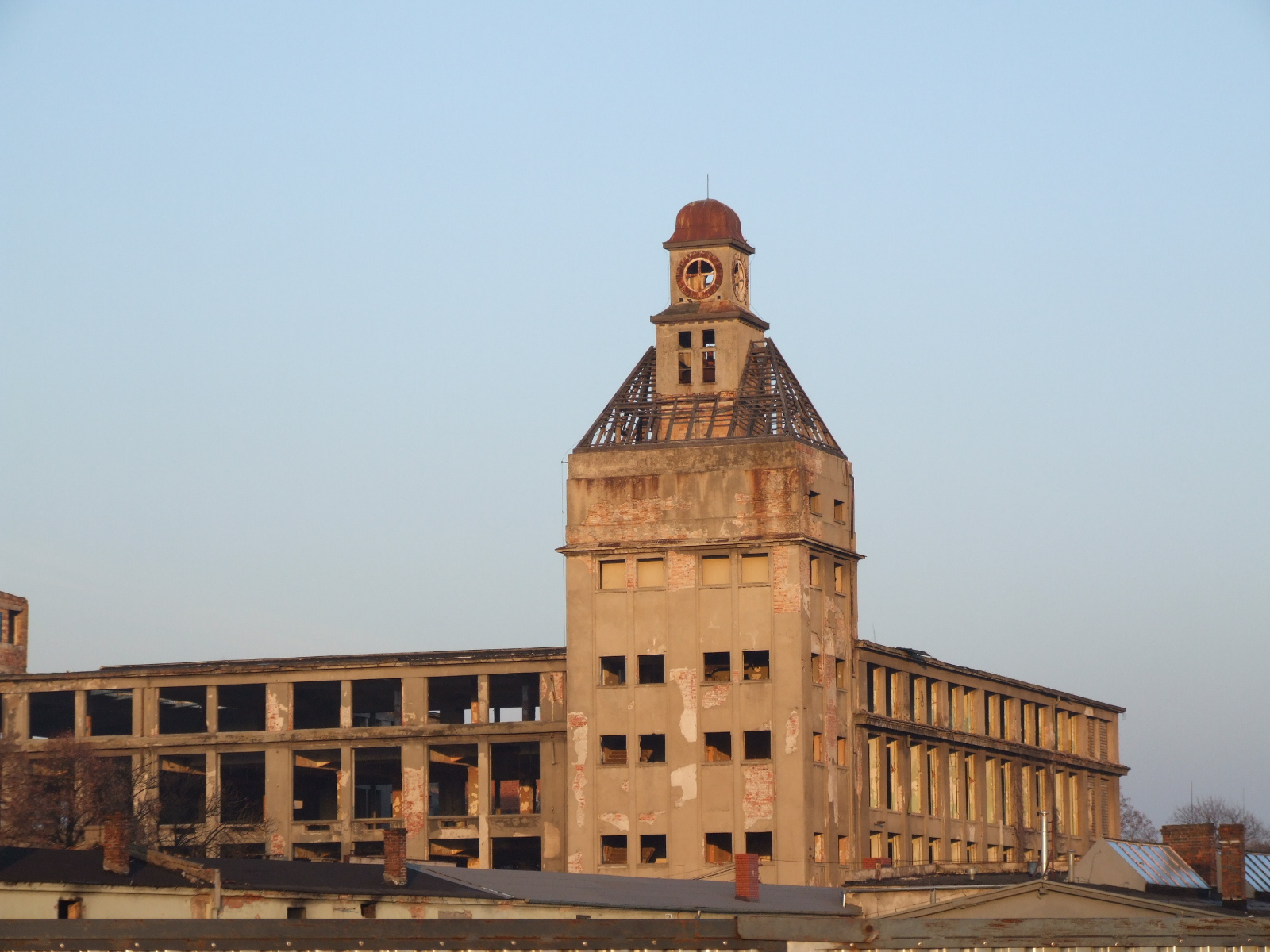
Antiga fábrica de linho fundada por J. D. Gruschwitz em 1818

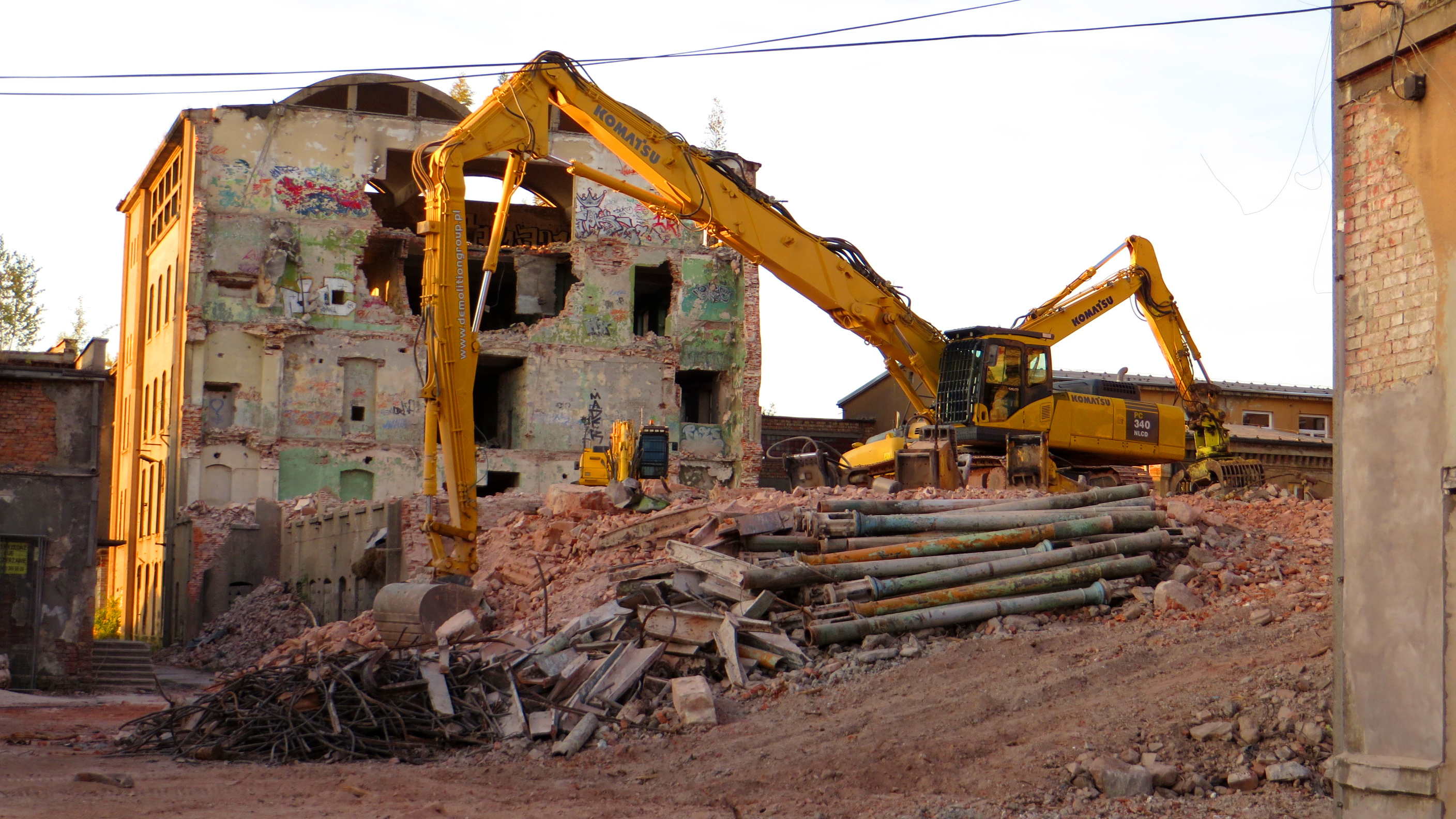
Demolição da fábrica de linho em 2016

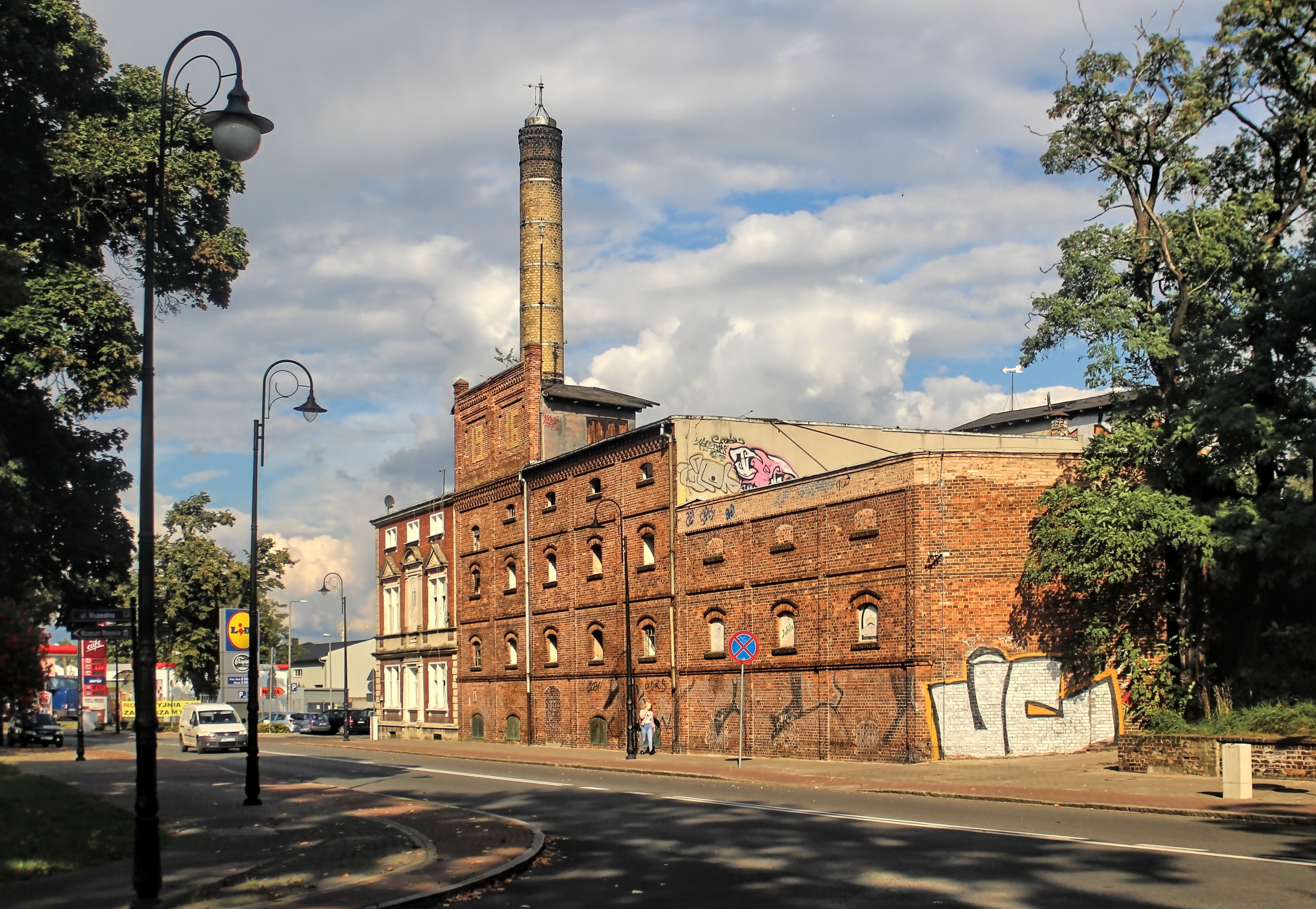
Cervejaria Nowa Sól

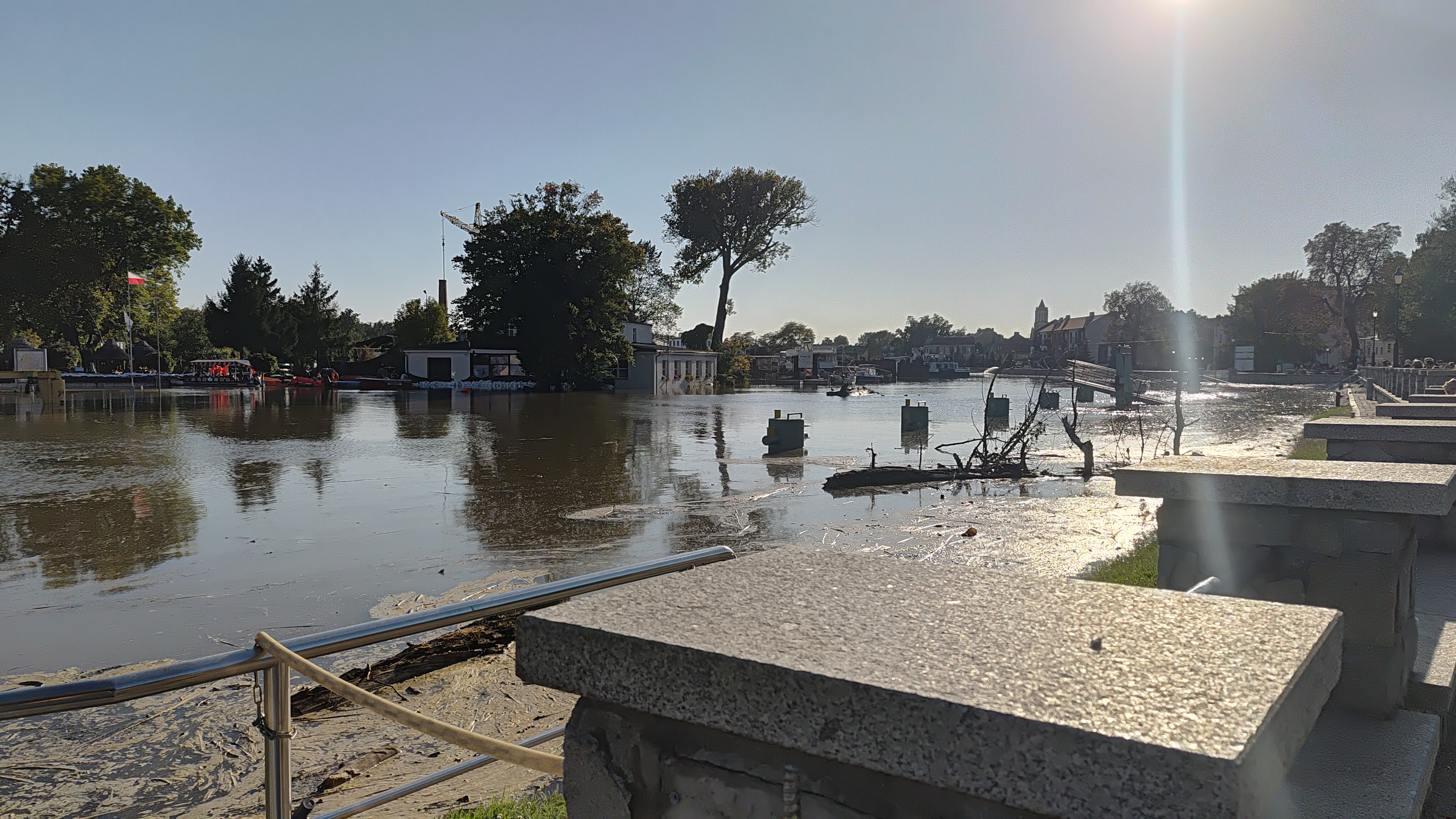
Área inundada ao sul da bacia do porto, final de setembro de 2024

O assentamento foi fundado no século XVI. Devido às perigosas inundações do rio, mudou de local várias vezes. Desde o início, a tradição da cidade esteve ligada à indústria de refino do sal. Em 1553, uma grande salina foi instalada com base no sal importado que era entregue aqui por água.
No entanto, o “período do sal” terminou para a cidade logo após a Guerra dos Trinta Anos, quando as salinas foram fechadas, o que foi diretamente influenciado pelo fechamento do porto de Szczecin pelos suecos em 1710. Os direitos de cidade de Nowa Sól foi concedido em 1743. Em 1774, uma fábrica de linho foi fundada pelos Irmãos tchecos.
Após um período de estagnação, a partir do século XIX, Nowa Sól voltou a ser um local onde a indústria se desenvolveu de forma dinâmica, foram construídas as fábricas de linho Johann Gruschwitz (1776–1848) e fábricas de adesivos. O período de desenvolvimento também envolveu a indústria pesada — uma nova metalúrgica foi instalada na cidade. No início do século XX, um grande estaleiro e um porto fluvial também foram inaugurados aqui.
A partir de 1815, a cidade estava localizada nas fronteiras da regência de Legnica, na prussiana província da Silésia. A partir de 1871 fazia parte do Império Alemão. Durante a Segunda Guerra Mundial, os alemães usaram a cidade como um local conveniente para criar vários campos de trabalhos forçados, incluindo uma filial de um dos mais famosos, que ficou registrado nos livros de história — Gross-Rosen.

### Depois de 1945
O Exército Vermelho (unidades do 3.º Exército de Guarda da Primeira Frente Ucraniana) entrou em Nowa Sól em 14 de fevereiro de 1945. Como resultado da Segunda Guerra Mundial desencadeada e perdida pelos alemães, a cidade foi anexada à Polônia e sua população alemã foi deslocada para as novas fronteiras da Alemanha. Mesmo muito depois do fim da guerra, Nowa Sól, como muitos outros centros poloneses, encontrava-se na zona de influência soviética devido à presença do Gabinete do Comandante Militar. Praticamente até o final da permanência do Exército Soviético, havia um grande hospital militar na cidade com instalações logísticas e alojamentos para funcionários em um conjunto habitacional unifamiliar.
Após a guerra, Nowa Sól ficou conhecida pela sua produção têxtil a partir da Nadodrzańskie Zakłady Przemysłu Lniarskiego “Odra”, que tinha um galpão de fios sintéticos equipado com máquinas de produção japonesas (a fábrica foi fechada em 2002), a Dolnośląskie Zakłady Metalurgiczne “Dozamet”, produzindo, entre outros, tubos para a construção de metrôs e para minas de carvão (a fábrica foi fechada em 1998), a Zakłady Jajczarskie (produção de ovos em pó, entre outros, para exportação para fábricas de sorvetes alemãs) e “Kartoniarnia” (fábricas de embalagens). A cervejaria municipal de 1916 produziu vários tipos de cerveja (a fábrica funcionou até 1997).
Com base em seus locais de trabalho, aproveitando uma localização conveniente, em 1963 Roman Bojko e Zygfryd Chreptowicz fundaram uma seção de canoagem em Nowa Sól, renomeada como clube de canoagem “Polonia” e depois “Dozamet”. Ela foi bem sucedida em escala nacional e olímpica (jogadores como Grzegorz Krawców, as irmãs Elżbieta Bareja e Bareja, Józef Soliński, Ludwik Ochodek, os irmãos Klamecki e outros). Além disso, há um pavilhão esportivo na cidade desde 1960, originalmente usado para lutas de boxe, depois para jogos em equipe.
Na década de 1970, o teatro alternativo “Terminus A Quo” começou a funcionar na cidade, e continua em operação até hoje.
Entre 1992 e 2024, a cidade publicou o Tygodnik Krąg, que era um jornal gratuito do governo local.
Desde 2009, é organizado o Festival de Cinema de Solanin, com exibições, entre outras coisas, de filmes independentes, além de reuniões com pessoas envolvidas no setor cinematográfico. Atualmente, a maioria dos eventos do festival é realizada no Centro Cultural Nowa Sól.
Em 2015, um monumento em homenagem aos soldados soviéticos que morreram na Segunda Guerra Mundial (inaugurado em 1967) foi demolido. Esta decisão encontrou grande oposição da Rússia. O Ministério da Diplomacia da Rússia chamou esta ação de “um passo abertamente hostil”.
Em setembro de 2016, ocorreu a demolição de alguns dos edifícios incluídos nas ruínas da fábrica de fios — uma fiação de linho e uma fiação de algodão. Foi o primeiro passo para a revitalização da área pós-industrial. Três anos depois, foi desmantelada a caixa d'água, que no primeiro projeto deveria ser apenas reformada. Em fevereiro de 2020, iniciou a referida revitalização. Os trabalhos começaram com a reconstrução da torre.
Em 29 de maio de 2021, foi inaugurada a piscina municipal na rua Zjednoczenia. A piscina foi batizada de Piscina Coberta Solan (PKS), uma referência ao ponto de ônibus anteriormente situado no local.
No final de setembro de 2024, a cidade sofreu inundações — em 22 de setembro de 2024, à tarde, o medidor do porto indicou um nível de água de 6,4 m (máximo histórico — 6,7 m; normal — aproximadamente 1,8 m).
O histórico Armazém do Sal reformado, localizado na praça do Sal, foi inaugurado em outubro de 2024. O edifício funciona como o centro social e cultural da cidade.

## Monumentos históricos

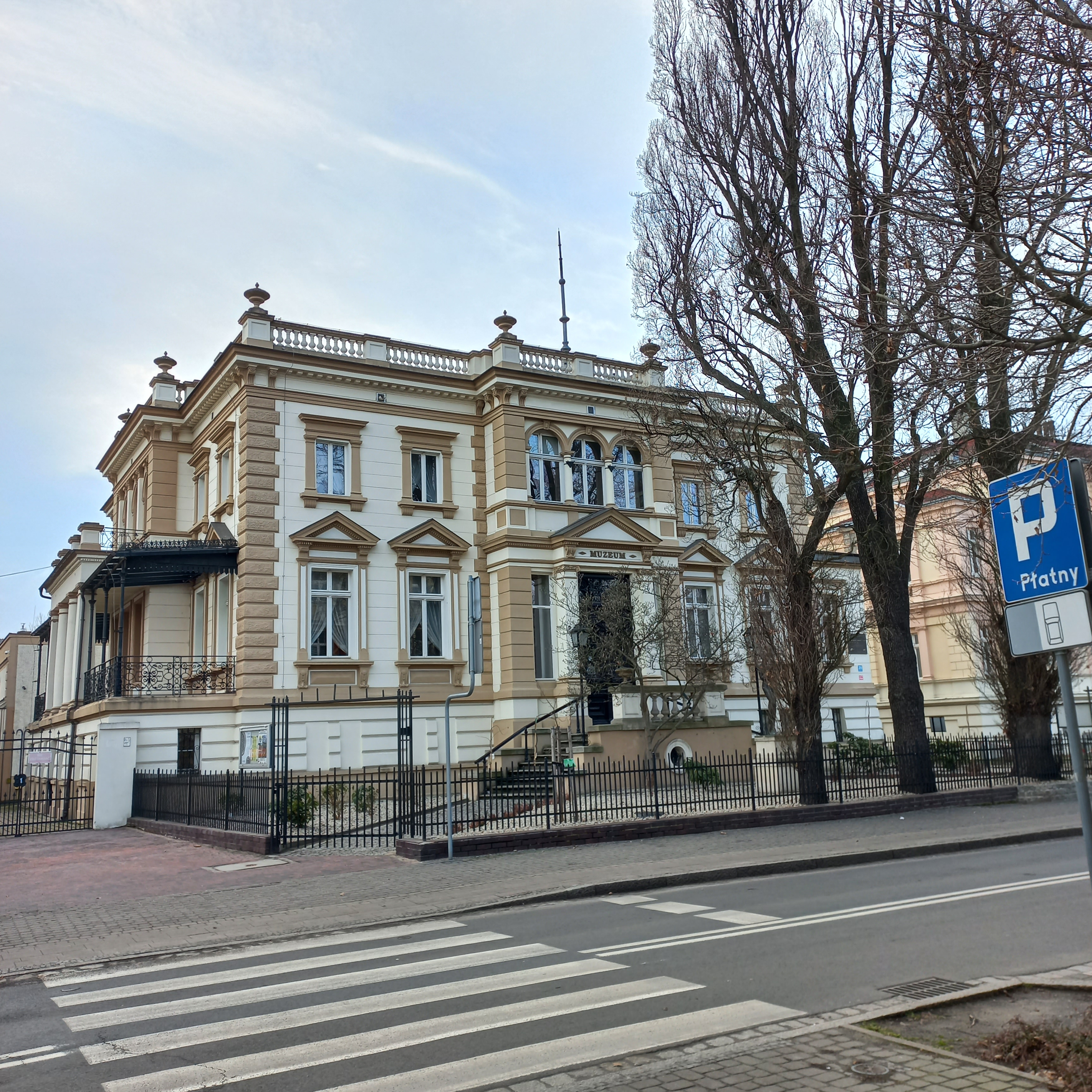
Museu municipal em Nowa Sól (2025)

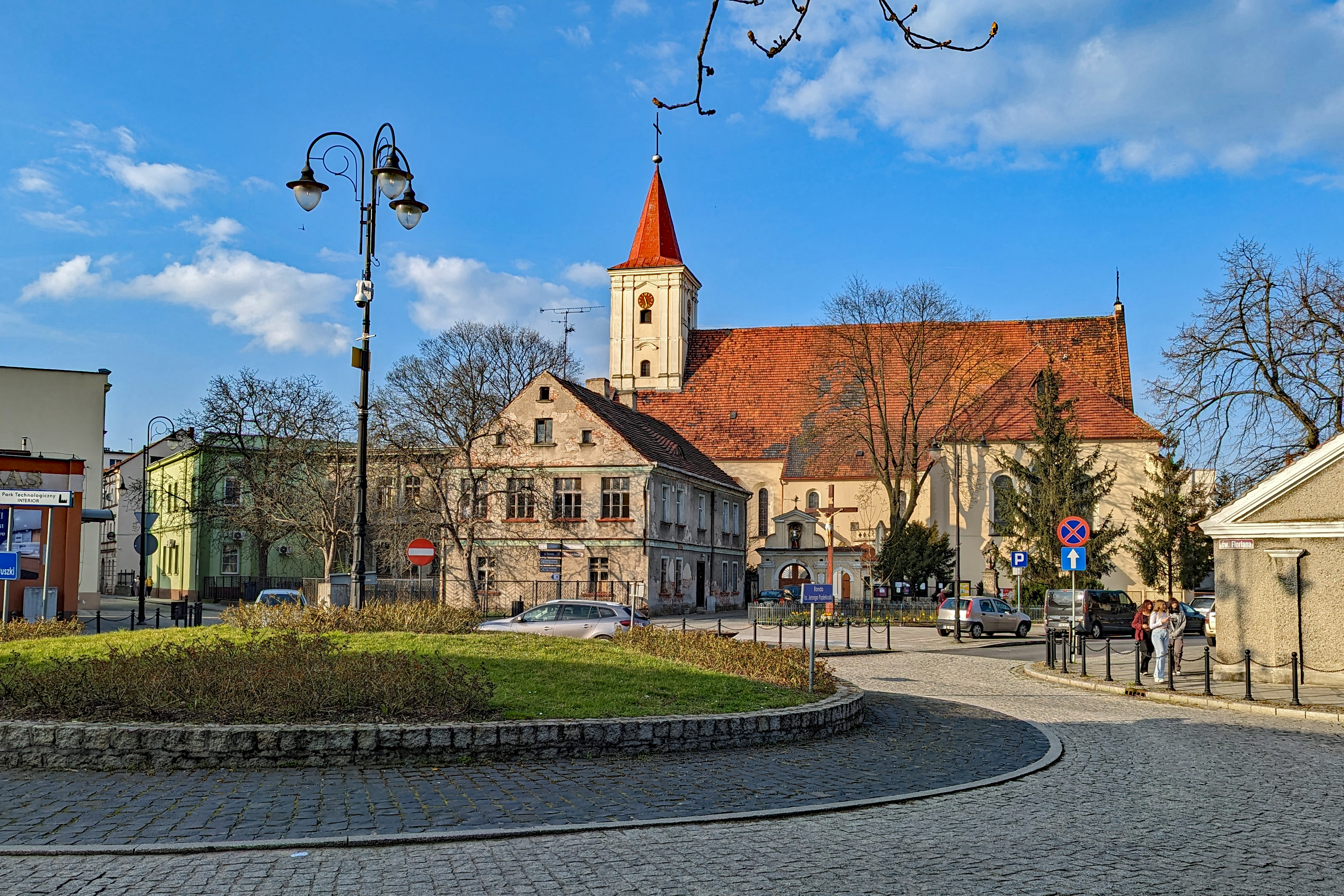
Igreja de São Miguel Arcanjo de 1596 (ex-evangélica)

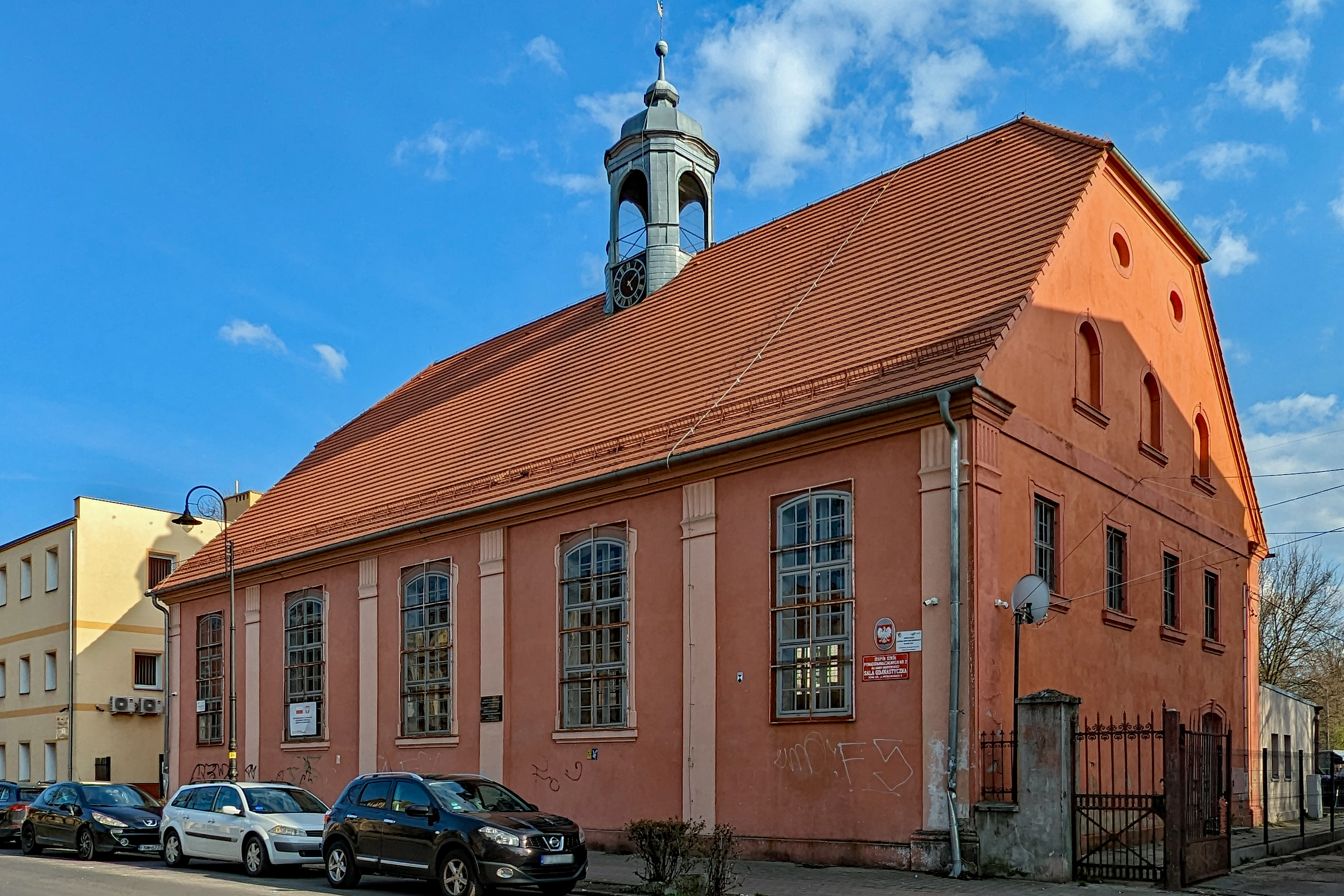
Templo dos Irmãos Morávios de 1747, agora uma escola

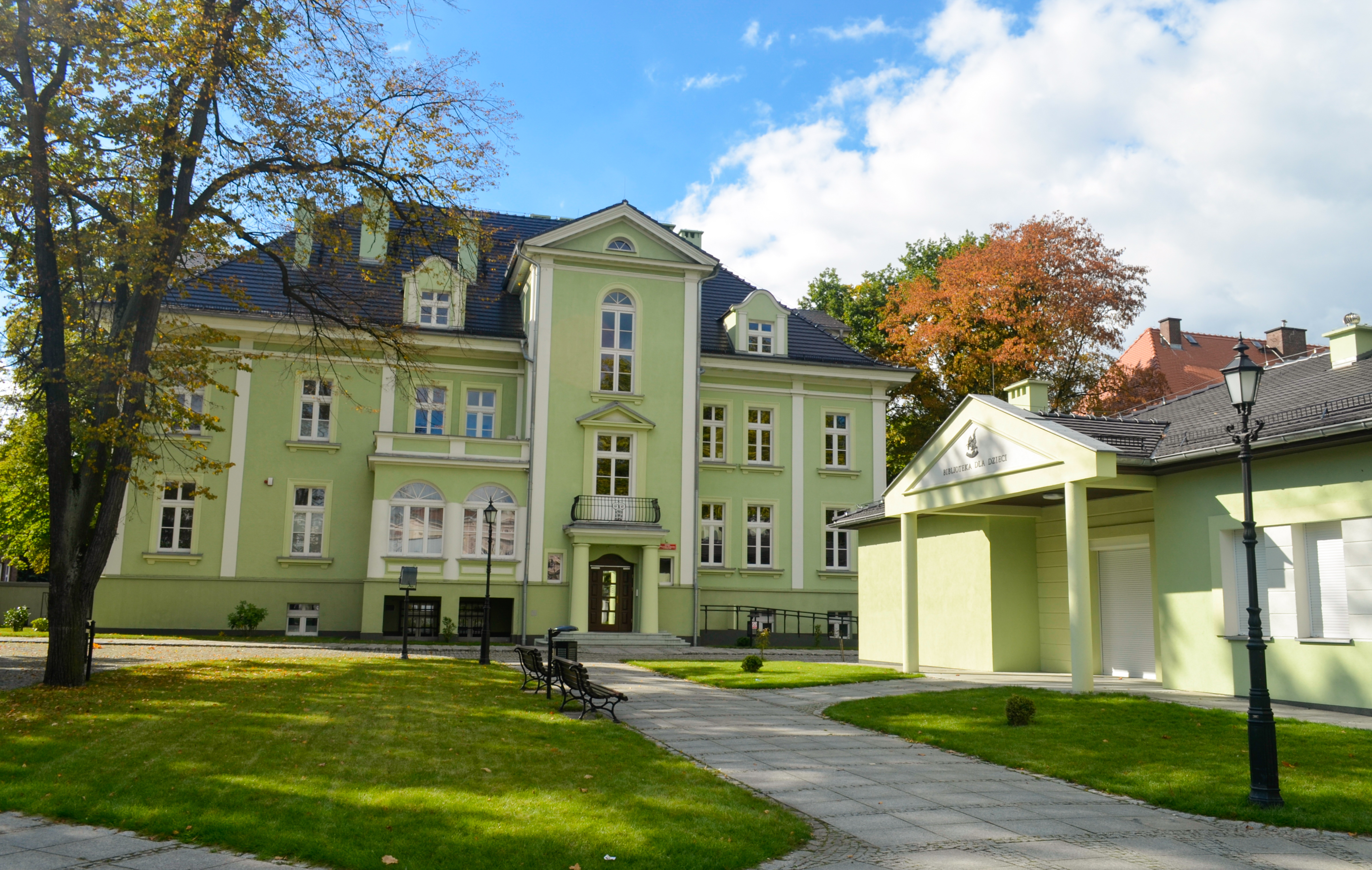
Complexo de casas de Karl Janson, diretor geral da fábrica de fios, hoje Biblioteca Pública Municipal

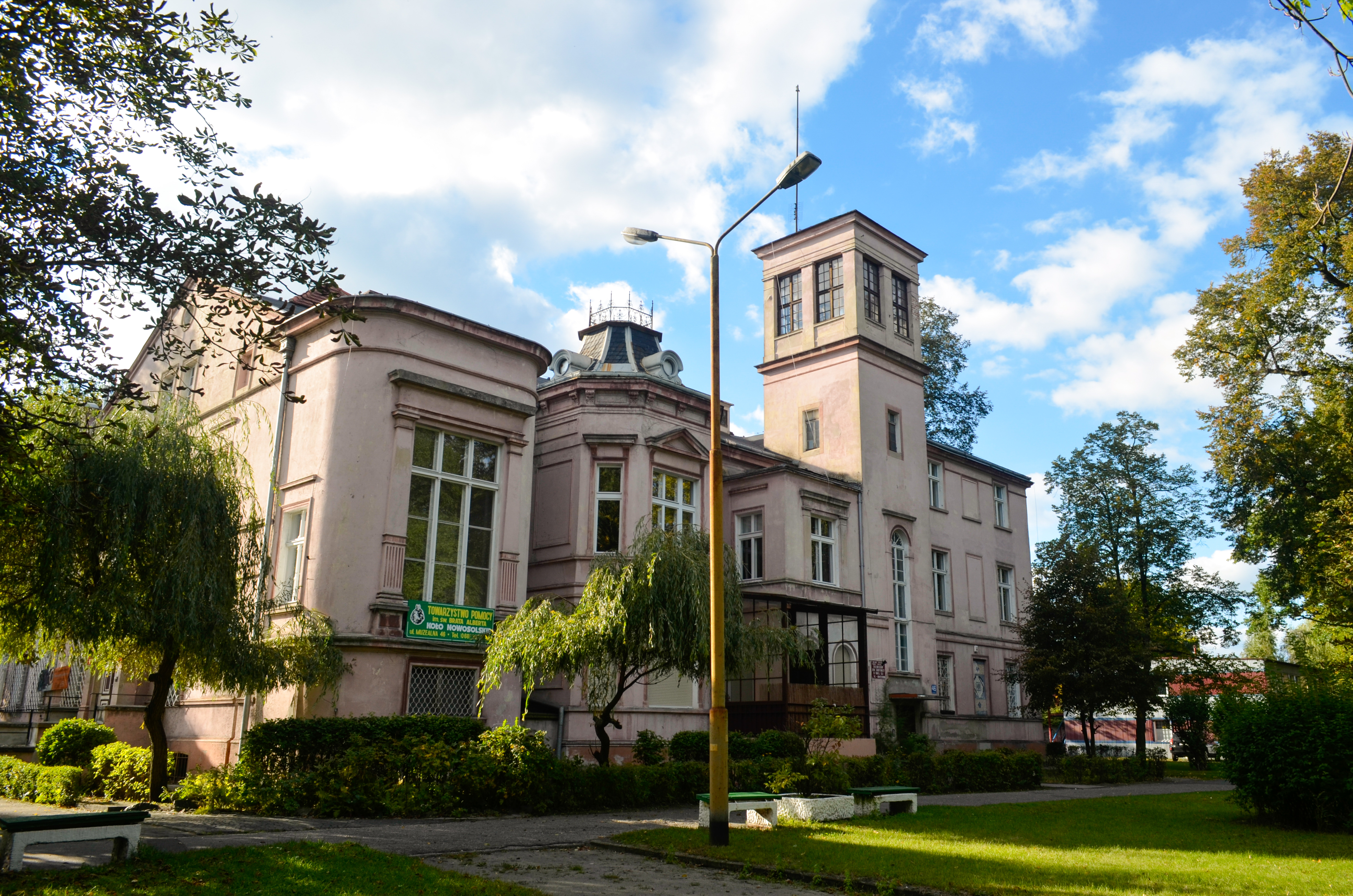
Mansão Gruschwitz, casa da família do dono da fábrica de fios (Gruschwitz), atual Centro Municipal de Assistência Social Irmão Alberto. Anteriormente, albergava uma creche e jardim de infância (empresa), Centro Cultural da Juventude, Polícia Municipal, Escola Católica Privada e uma clínica veterinária

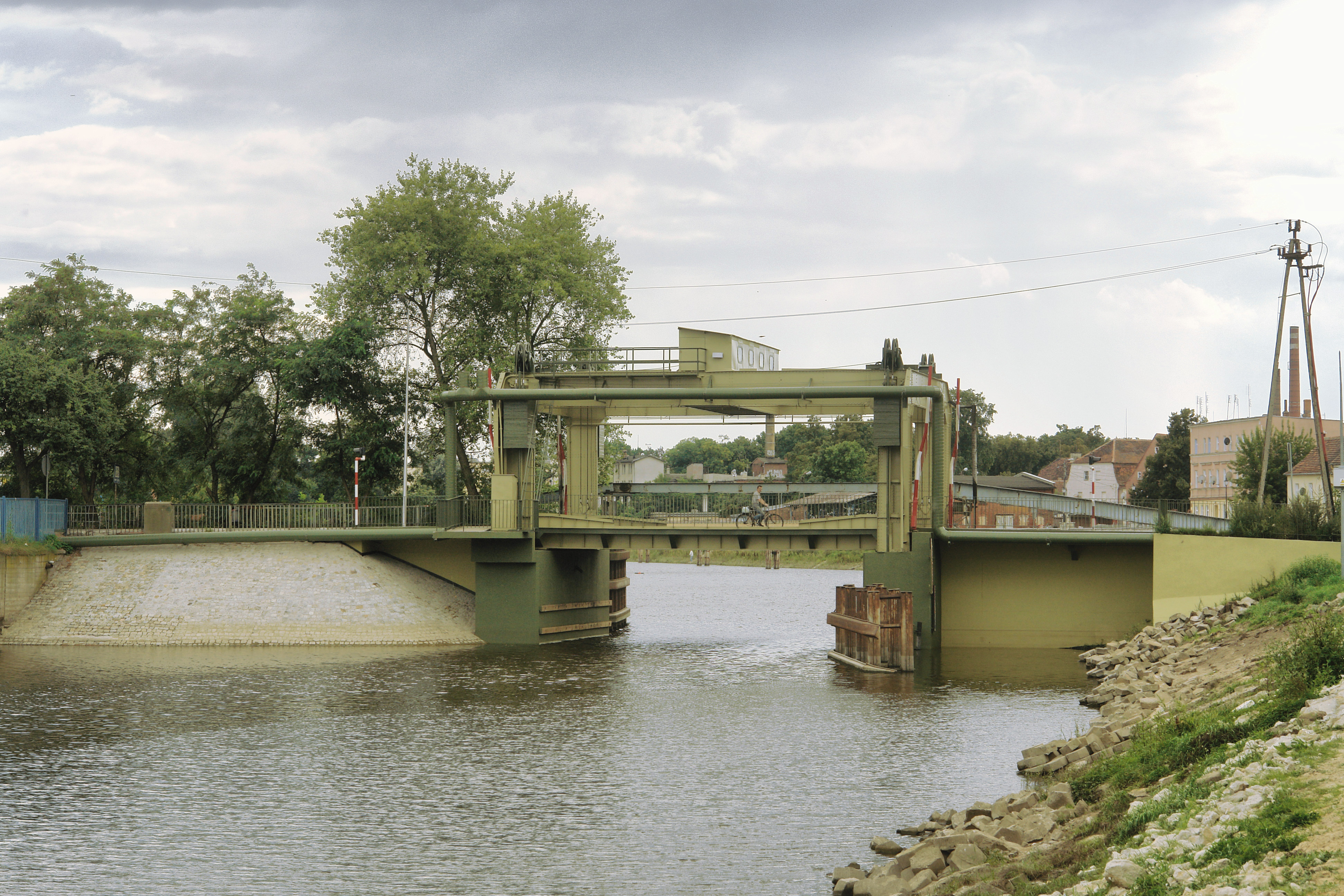
Ponte elevatória em Nowa Sól

Estão inscritos no registro provincial de monumentos:
- Conjunto urbano e arquitetônico do século XIX-XX
- Igreja paroquial de São Miguel Arcanjo, de 1596, dos séculos XVII-XIX
- Igreja evangélica, atualmente uma igreja filial católica de Santa Bárbara, de 1910
- Templo dos Irmãos Morávios, agora uma escola, rua Wróblewski 6, de 1747
- Avenida Birch, pela estrada Nowa Sól — Nowe Miasteczko
- Casa, rua Arciszewskiego 8, 10, 18, do século XVIII, de meados do século XIX
- Casas, rua Wrocławska (ex-Armii Czerwonej) 2, 4-7, 9, 11, 18, 19 dos séculos XVIII, XIX e XX
- Complexo de casas de Karl Janson, rua Bankowa 3, depois de 1920: uma mansão, um jardim, uma fonte e escadas, uma cerca
- Escola, rua Bohaterów Getta 7, de 1901
- Casa, rua Krzywa 1, dos séculos XIX/XX
- Duas casas, rua Kuśnierska 1, 2, dos séculos XIX/XX
- Antigo banho da cidade, rua 8 Maja, dos séculos XIX/XX
- Casas, rua Grota-Roweckiego 1-12
- Duas casas, rua Moniuszki 6, 8, dos séculos XIX/XX
- Mansão Gruschwitza, rua Muzealna 46, dos séculos XIX/XX
- Casas, rua Odrzańska 3, 11, 13, 14, 15, dos séculos XVIII/XIX/XX
- Casa, rua Okrężna 2
- Tribunal, atualmente tribunal distrital, rua Piłsudskiego 24, dos séculos XIX/XX
- Seis casas, rua Szeroka 1, 2, 4, 7, 9, 18, dos séculos XIX/XX
- 16 casas, rua Muzealna 4, 7, 9, 7, 8, 10, 12, 13, 14, 16, 20 – museu, 22, 24, 26, 28, 30, 32, do final dos séculos XIX/XX
- Cinco casas, rua Waryńskiego 1, 2, 6, 12, 14
- Casas, rua Witosa 19, 22, 23, 28, 30, 32, dos séculos XIX/XX
- 10 casas, rua Wojska Polskiego 2,4,8,10,17,24,27,33,34,37, dos séculos XIX/XX
- Palácio “Agora”, rua Wrocławska 16 a, de meados do século XIX, laranjal, rua Wrocławska 42, de 1898
- Seis casas, rua Wyspiańskiego 1, 5, 7, 9, 11, 12, de meados do século XIX
- Hotel, praça Wyzwolenia 12, por volta de 1900
- Açougue (interior), praça Wyzwolenia 16
- Casa, rua Zielonogórska 6, 36
- Casa, avenida Zjednoczenia 1, 3-42, palácio, avenida Zjednoczenia, dos séculos XIX/XX
- Casa, avenida Żwirki Wigury 2, dos séculos XIX/XX
- Cervejaria, rua Wrocławska 21, de 1916
- Complexo de gasodutos, rua 8 Maja 9, de meados do século XIX: casa do diretor da central de gás, casa do principal tecnólogo da central de gás, oficinas, dispositivos de refrigeração e purificação, sala das caldeiras (oficina), casa de banhos, casa das máquinas, sala das caldeiras de aquecimento central
- Complexo fabril “Stara Huta”, atualmente Zakłady Metalurgiczne “Dozamet”, rua Piłsudskiego 40: oficina de prototipagem e departamento elétrico, de 1897, do início do século XX, laboratório, do início do século XX, posto de transformação, do início do século XX, caixa d'água, do início do século XX, posto de prova, do início do século XX, pequena fundição, de 1897, loja de ferramentas (edifício de abastecimento), do início do século XX, prédio da administração, de 1897, portaria, de 1897, mansão do proprietário, de 1853, tribunal e procuradoria, jardim da mansão com fonte e muro, de meados do século XIX
- Armazém de sal, praça Solny 1, dos séculos XIX/XX
- Ponte elevatória sobre o canal do porto, em operação, avenida Wolności, de 1927. Única na Europa, e única na Polônia

Outros monumentos:
- Prefeitura
- Cemitério judeu
- Igreja de rua Antônio
- Edifícios industriais da virada dos séculos XIX/XX, entre eles, a fábrica da indústria de linho “Odra”
- Museu municipal

## Demografia
Conforme os dados do Escritório Central de Estatística da Polônia (GUS) de 31 de dezembro de 2022, Nowa Sól é uma cidade pequena com uma população de 36 327 habitantes (3.º lugar na voivodia da Lubúsquia e 118.º na Polônia), tem uma área de 21,8 km² (8.º lugar na voivodia da Lubúsquia e 271.º lugar na Polônia) e uma densidade populacional de 1 666,38 hab./km² (4.º lugar na voivodia da Lubúsquia e 107.º lugar na Polônia). Nos anos 2002–2021, o número de habitantes diminuiu 7,9%.
Os habitantes de Nowa Sól constituem cerca de 42,67% da população do condado de Nowa Sól, constituindo 3,71% da população da voivodia da Lubúsquia.
| Descrição                         | Total      | Total    | Mulheres   | Mulheres | Homens     | Homens   |
| --------------------------------- | ---------- | -------- | ---------- | -------- | ---------- | -------- |
| unidade                           | habitantes | %        | habitantes | %        | habitantes | %        |
| população                         | 36 327     | 100      | 19 155     | 52,7     | 17 172     | 47,3     |
| superfície                        | 21,8 km²   | 21,8 km² | 21,8 km²   | 21,8 km² | 21,8 km²   | 21,8 km² |
| densidade populacional (hab./km²) | 1 666,38   | 1 666,38 | 878,18     | 878,18   | 788,20     | 788,20   |

## Clima
Conforme a classificação climática de Köppen-Geiger, Nowa Sól situa-se na zona Cfb − clima temperado oceânico. Na cidade de Nowa Sól, a temperatura média anual é de 10,1° C. Nesta área, a precipitação média anual é de 675 mm. Está localizada no Hemisfério Norte. Os meses de verão são: junho, julho, agosto, setembro. O mês mais seco é fevereiro, com 41 mm de precipitação. O mês mais quente do ano é julho, com temperatura média de 20,2 °C. A temperatura média mais baixa do ano ocorre em janeiro e é de aproximadamente -0,2 °C.
A diferença de precipitação entre o mês mais seco e o mais úmido é de 48 mm. A variação de temperatura durante o ano é de 20,4 °C. O mês com a maior umidade relativa é novembro (84%). O mês com a menor umidade relativa é junho (61%). O mês com o maior número de dias de chuva é julho (9 dias). O mês com o menor número é fevereiro (7 dias).
| Dados climatológicos para Nowa Sól | Dados climatológicos para Nowa Sól | Dados climatológicos para Nowa Sól | Dados climatológicos para Nowa Sól | Dados climatológicos para Nowa Sól | Dados climatológicos para Nowa Sól | Dados climatológicos para Nowa Sól | Dados climatológicos para Nowa Sól | Dados climatológicos para Nowa Sól | Dados climatológicos para Nowa Sól | Dados climatológicos para Nowa Sól | Dados climatológicos para Nowa Sól | Dados climatológicos para Nowa Sól | Dados climatológicos para Nowa Sól |
| Mês | Jan                                | Fev                                | Mar                                | Abr                                | Mai                                | Jun                                | Jul                                | Ago                                | Set                                | Out                                | Nov                                | Dez                                | Ano                                |
| --- | ---------------------------------- | ---------------------------------- | ---------------------------------- | ---------------------------------- | ---------------------------------- | ---------------------------------- | ---------------------------------- | ---------------------------------- | ---------------------------------- | ---------------------------------- | ---------------------------------- | ---------------------------------- | ---------------------------------- |
| Temperatura máxima média (°C) | 2,2                                | 3,9                                | 8,2                                | 14,6                               | 19,4                               | 22,7                               | 24,4                               | 24,3                               | 19,6                               | 13,8                               | 8,0                                | 3,9                                | 13,8                               |
| Temperatura média (°C) | −0,2                               | 0,8                                | 4,3                                | 9,8                                | 14,9                               | 18,3                               | 20,2                               | 19,9                               | 15,4                               | 10,3                               | 5,4                                | 1,8                                | 10,1                               |
| Temperatura mínima média (°C) | −2,8                               | −2,2                               | 0,4                                | 4,7                                | 9,6                                | 13,2                               | 15,4                               | 15,1                               | 11,2                               | 6,9                                | 2,8                                | −0,4                               | 6,2                                |
| Precipitação (mm) | 52                                 | 41                                 | 54                                 | 41                                 | 62                                 | 69                                 | 89                                 | 68                                 | 55                                 | 47                                 | 47                                 | 50                                 | 675                                |
| Dias com chuva | 9                                  | 7                                  | 9                                  | 7                                  | 8                                  | 9                                  | 9                                  | 8                                  | 8                                  | 7                                  | 7                                  | 9                                  | 97                                 |
| Umidade relativa (%) | 82                                 | 81                                 | 76                                 | 66                                 | 63                                 | 61                                 | 64                                 | 64                                 | 70                                 | 78                                 | 84                                 | 82                                 | 72,6                               |
| Insolação (h) | 3,0                                | 3,9                                | 5,6                                | 8,8                                | 10,3                               | 11,1                               | 11,1                               | 10,3                               | 7,6                                | 5,1                                | 3,6                                | 2,8                                | 83,2                               |
| Fonte: Climate-Data.org Dados: 1991−2021: temperatura mínima (°C), temperatura máxima (°C), precipitação (mm), umidade, dias chuvosos. Dados: 1999−2019: horas de sol |                                    |                                    |                                    |                                    |                                    |                                    |                                    |                                    |                                    |                                    |                                    |                                    |                                    |

## Distritos e conjuntos habitacionais
- Stare Żabno
- Koserz
- Centro:
  - Conjunto habitacional Nicolau Copérnico
- Zatorze:
  - Conjunto habitacional Armii Krajowej
  - Conjunto habitacional Konstytucji 3 Maja
  - Conjunto habitacional Aleksander Fredro

## Economia

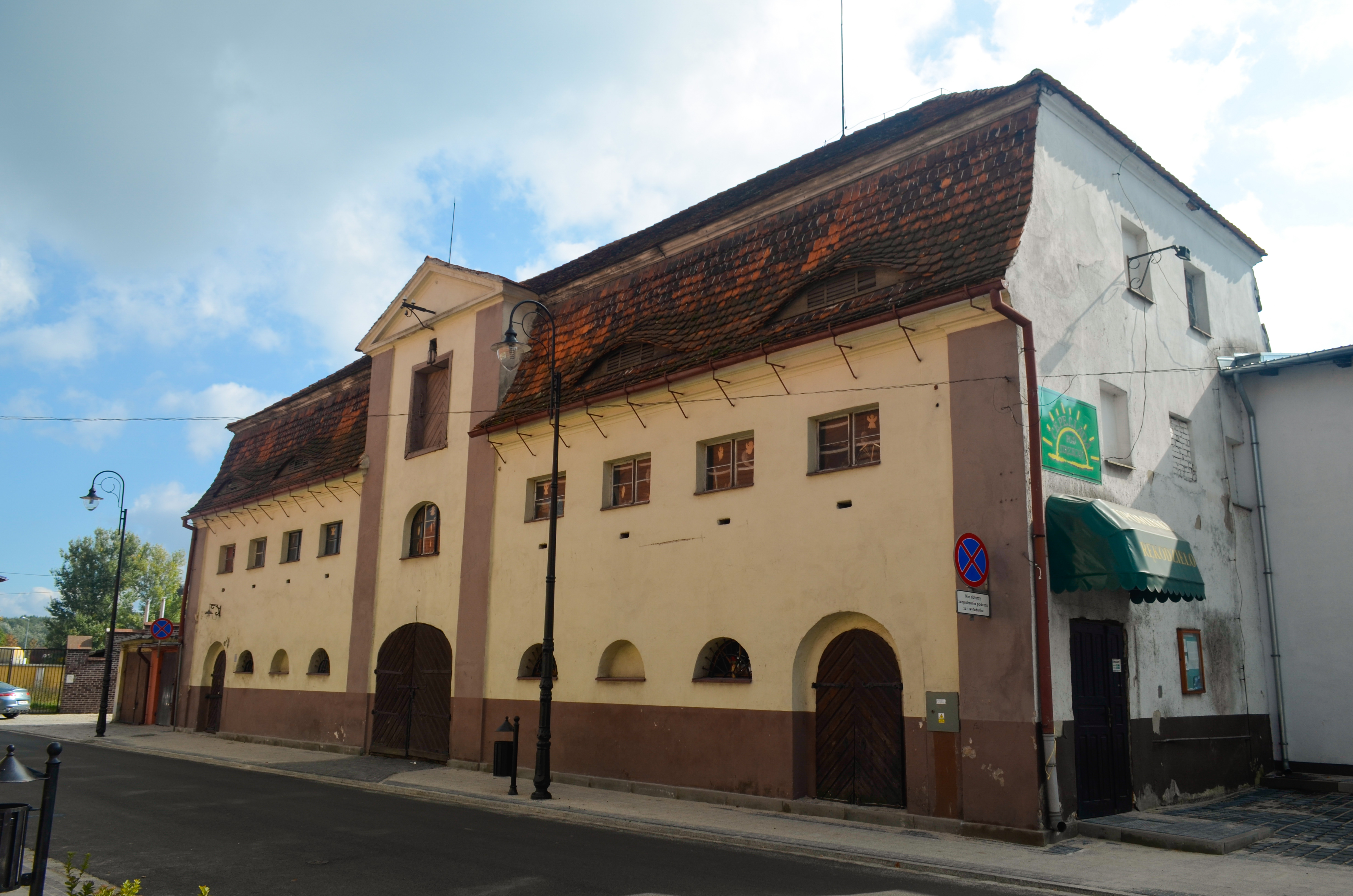
Armazém de sal do século XVIII

Atualmente, Nowa Sól é um dos maiores centros industriais do oeste da Polônia. Existem muitas empresas aqui que atuam nas indústrias de construção, metal, máquinas, eletrotécnica, alimentícia, automotiva e eletrônica.
Há 307 pessoas trabalhando em Nowa Sól por 1 000 habitantes. Isso é muito mais do que o valor para a voivodia da Lubúsquia e muito mais do que o valor para a Polônia. 48,6% de todos os trabalhadores são mulheres e 51,4% são homens. A taxa de desemprego registrada em Nowa Sól em 2021 foi de 4,0% (4,8% entre as mulheres e 3,3% entre os homens). Isso é muito menor do que a taxa de desemprego registrada na voivodia da Lubúsquia e muito menor do que a taxa de desemprego registrada em toda a Polônia.
Em 2021, o salário mensal bruto médio em Nowa Sól foi de 5 132,85 PLN, correspondendo a 85,50% do salário bruto mensal médio na Polônia. Entre os residentes profissionalmente ativos de Nowa Sól, 1 693 pessoas vão trabalhar em outras cidades e 2 306 funcionários vêm trabalhar de fora da comuna — portanto, o saldo de entradas e saídas de trabalho é de 613.  13,9% dos habitantes economicamente ativos de Nowa Sól trabalham no setor agrícola (agricultura, silvicultura, caça e pesca), 43,7% na indústria e construção e 12,6% no setor de serviços (comércio, conserto de veículos, transporte, hospedagem e gastronomia, informação e comunicação) e 1,7% trabalha no setor financeiro (atividades financeiras e de seguros, serviços imobiliários).
A Zona Econômica Especial Kostrzyn-Słubice opera em Nowa Sól, onde foram instaladas fábricas, incluindo a Gedia Poland, que produz peças de automóveis e emprega quase 1 200 pessoas. Comércio e serviços estão se desenvolvendo na cidade, novos armazéns, atacadistas, lojas e postos de gasolina são construídos. O setor das pequenas e médias empresas está desenvolvendo-se. Estações de serviço de veículos e serviços estão sendo desenvolvidos. A cidade é dominada por pequenas e médias empresas de construção, metalurgia e comércio. A produção de figuras de jardim, em que os compradores alemães estão particularmente interessados, desenvolveu-se dinamicamente — havia cerca de 400 fábricas na cidade e arredores.

## Transporte

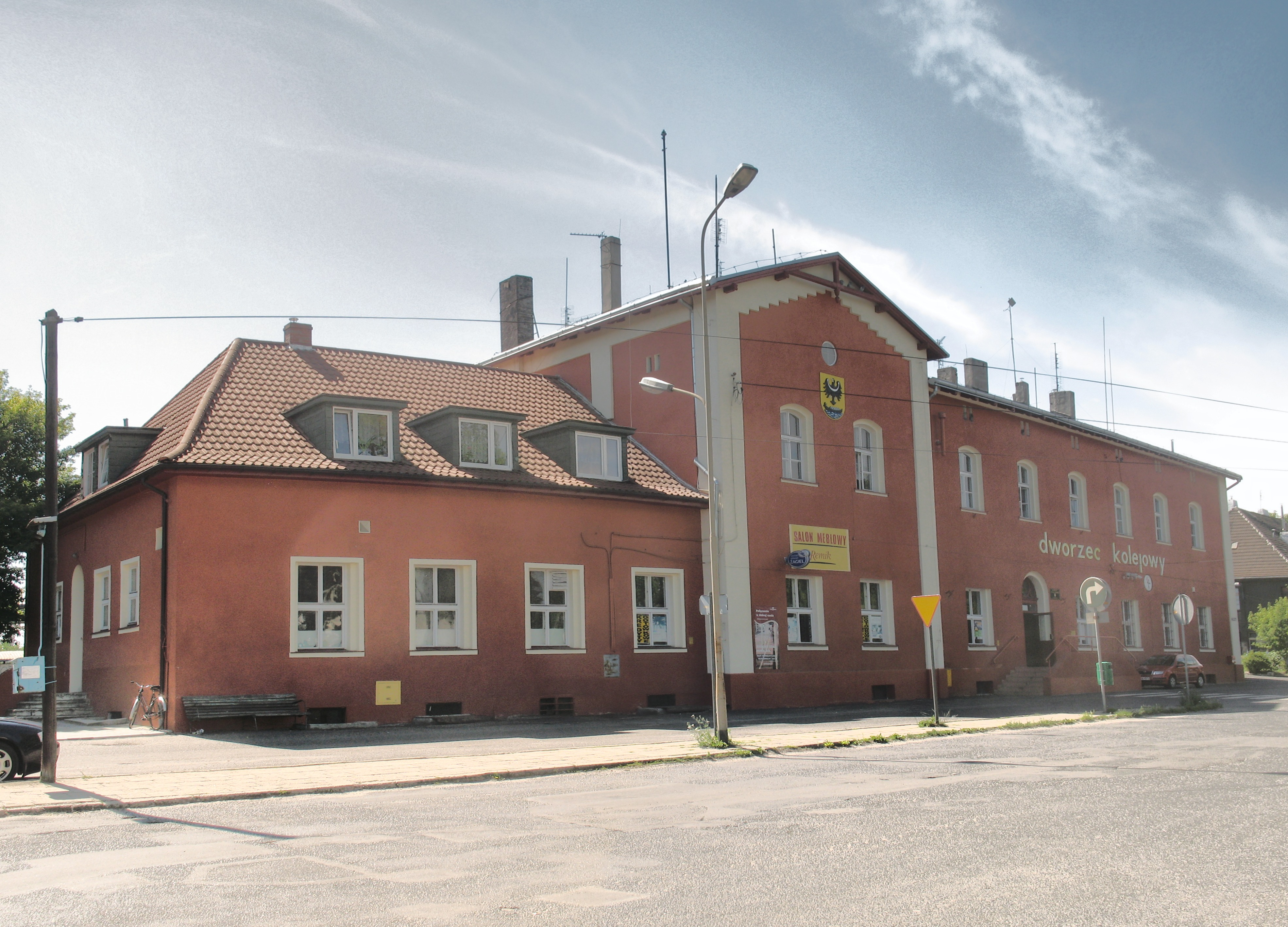
Estação ferroviária Nowa Sól

Nowa Sól é um centro de transporte rodoviário. Entre outras, a DW315 faz interseção com a DW297, a S3 (E65) e a DW292, há uma estação ferroviária e o rio Óder é uma via navegável.

### Transporte de ônibus
Até 2017, a empresa PKS Nowa Sól tinha sede na cidade e até 2013 também fornecia transporte público. Em 2013−2014, o transporte público foi fornecido pela MZK Żagań e em 2015−2018 pela Warbus.
Desde 1 de julho de 2018, o transporte público opera na cidade e nas comunas vizinhas (Nowa Sól, Kożuchów, Otyń, Kolsko, Siedlisko) operado pela Międzygminne Przedsiębiorstwo Komunikacyjne SubBus com sede em Nowa Sól.
Em 2023, a MPK SubBus tinha os seguintes ônibus:
| Modelo                | Quantidade | Ano  | Observações                    |
| --------------------- | ---------- | ---- | ------------------------------ |
| Solaris Urbino 8,9 LE | 22         | 2018 |                                |
| Autosan Sancity 12LF  | 4          | 2018 |                                |
| Solaris Urbino 8,9 LE | 5          | 2016 | adquiridos como usados em 2022 |
| Total                 | 31         |      |                                |

O transporte regional é realizado pelas seguintes empresas:
- PKS Gorzów Wielkopolski (Nowa Sól — Zielona Góra)[38]
- PKS Zielona Góra (Nowa Sól — Zielona Góra)[39]
- Leonidas (Nowa Sól — Sława)[40]
- MZK Żagań (Nowa Sól — Szprotawa)[41]

### Transporte rodoviário
Em Nowa Sól, as rotas cruzam de sul a norte e de leste a oeste. O desvio da cidade direciona o tráfego pelos arredores da cidade, evitando o trânsito no centro da cidade. Ao nível da aldeia de Lubieszów existe um entroncamento da via expressa S3.

### Transporte ferroviário
Passam por Nowa Sól duas linhas ferroviárias: n.º 273 Breslávia Główny — Szczecin (a chamada Nadodrzanka) e a linha n.º 371 Wolsztyn — Żagań (linha desativada). Tudo o que resta da linha n.º 371 é o semáforo de entrada P1/2 no lado de Wolsztyn, localizado na caixa do sinaleiro.
Os trens das seguintes categorias param na estação Nowa Sól:
- Passageiro e passageiro rápido — Koleje Dolnośląskie
- Regio — Polregio
- IC e TLK — PKP Intercity

A cidade tem conexões ferroviárias diretas para, entre outros, Głogów, Zielona Góra, Breslávia, Szczecin, [[Kołobrzeg] (somente durante os feriados), Gliwice, Katowice, Cracóvia, Przemyśl e Poznań.

### Transporte aéreo
Em 2013, na rua Chałubiński, um campo de pouso sanitário foi aberto — campo de pouso Nowa Sól-Hospital.

### Transporte fluvial
A hidrovia internacional E30 passa por Nowa Sól.

## Educação

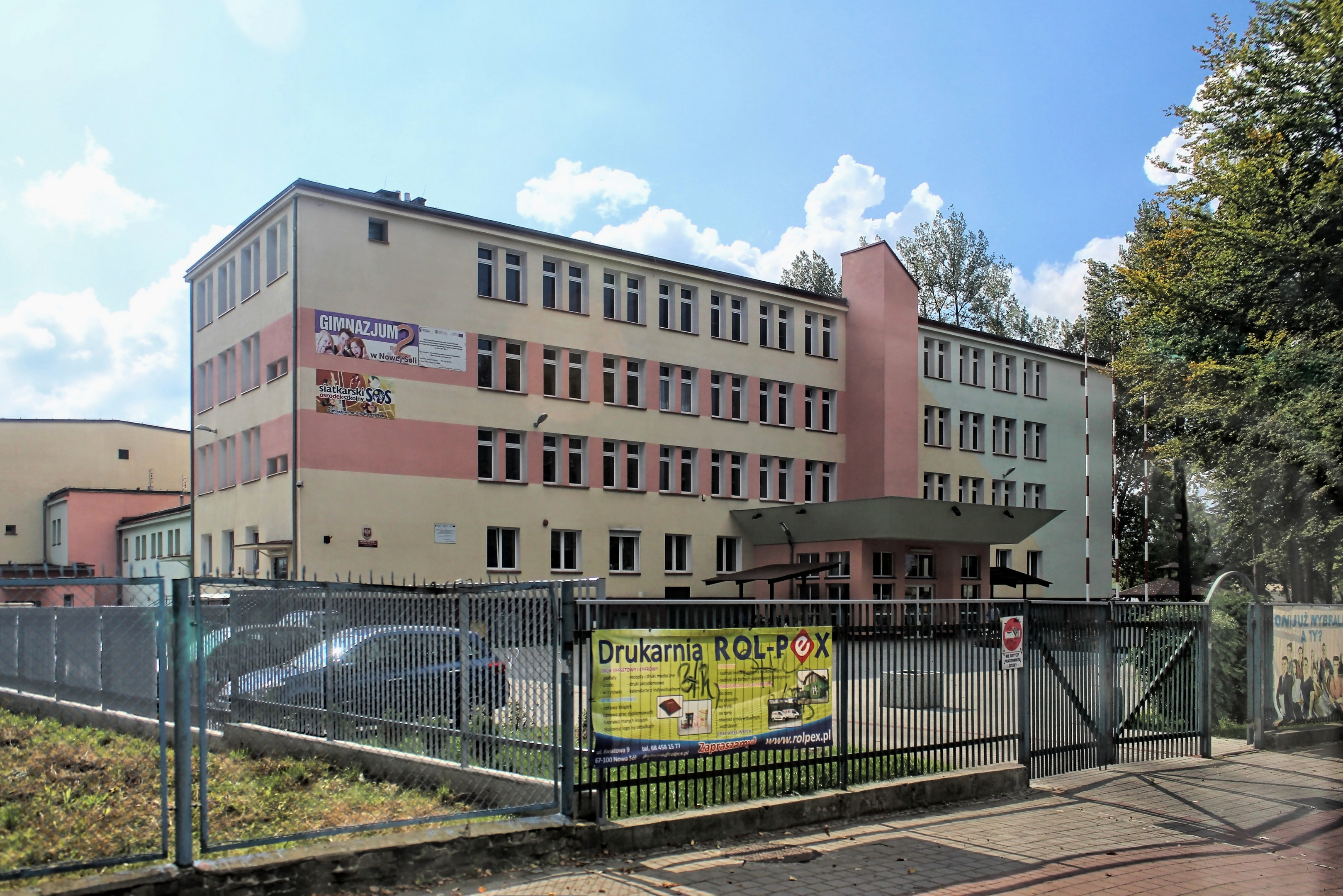
Escola primária n.º 2 Maria Konopnicka

Em Nowa Sól existem 7 escolas primárias (incluindo uma integrativa), 4 escolas de ensino médio, fundadas em 1946: Ensino médio Krzysztof Kamil Baczyński e o Centro de Educação Profissionalizante e Continuada “Elektryk”, que inclui: Escola de ensino médio uniformizada, escola vocacional e escola técnica, Complexo de escolas de ensino médio n.º 2 "Nitki", Complexo de escolas de ensino médio n.º 4 Jana Pawła II "Spożywczak".

## Esporte
Desde 1946, há um time de futebol em Nowa Sól, o Clube Esportivo “Dozamet” Nowa Sól que joga na IV Liga Lubúsquia. A equipe manda os seus jogos no Estádio Municipal de Esportes de Nowa Sól.
Em 2014, a pista para o esporte olímpico BMX Racing foi colocada em operação. Em 2014 e 2015, foram disputados o Campeonato da Polônia e várias edições da Copa da Polônia. Há também uma ciclovia menor ao lado da pista — pumptrack. Os treinos do Clube Esportivo “Spark” são realizados nas instalações. Há também o clube de voleibol masculino “Astra” Nowa Sól, que atualmente joga no TAURON da 1ª Liga Masculina.
Desde 2016, o Memorial Tadeusz Cyplik é realizado no estádio da Escola de Ensino Médio Krzysztof Kamil Baczyński. Durante o memorial, os jovens locais competem uns contra os outros em eventos esportivos.

## Religião

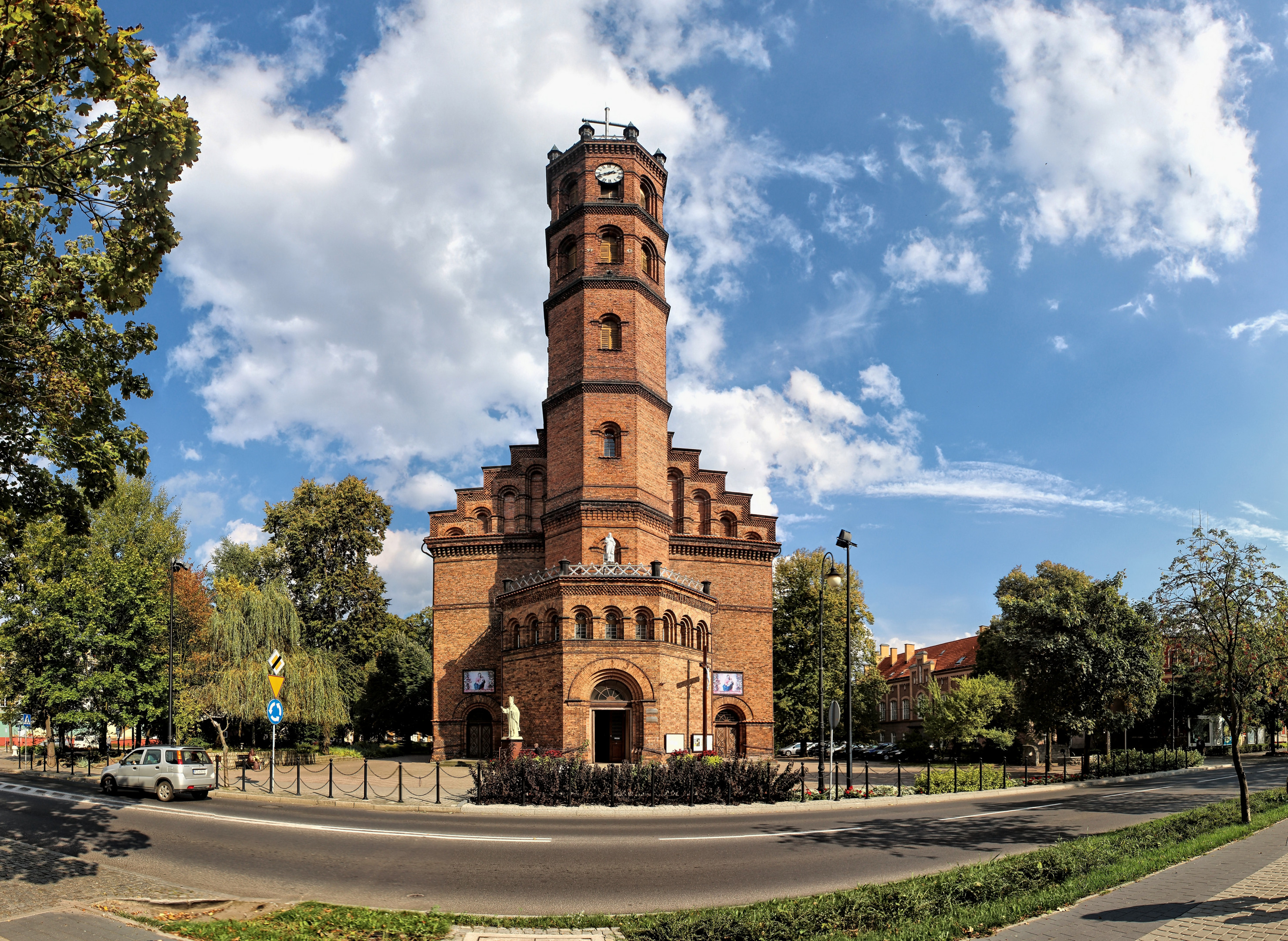
Igreja de Santo Antônio (ex-evangélica)

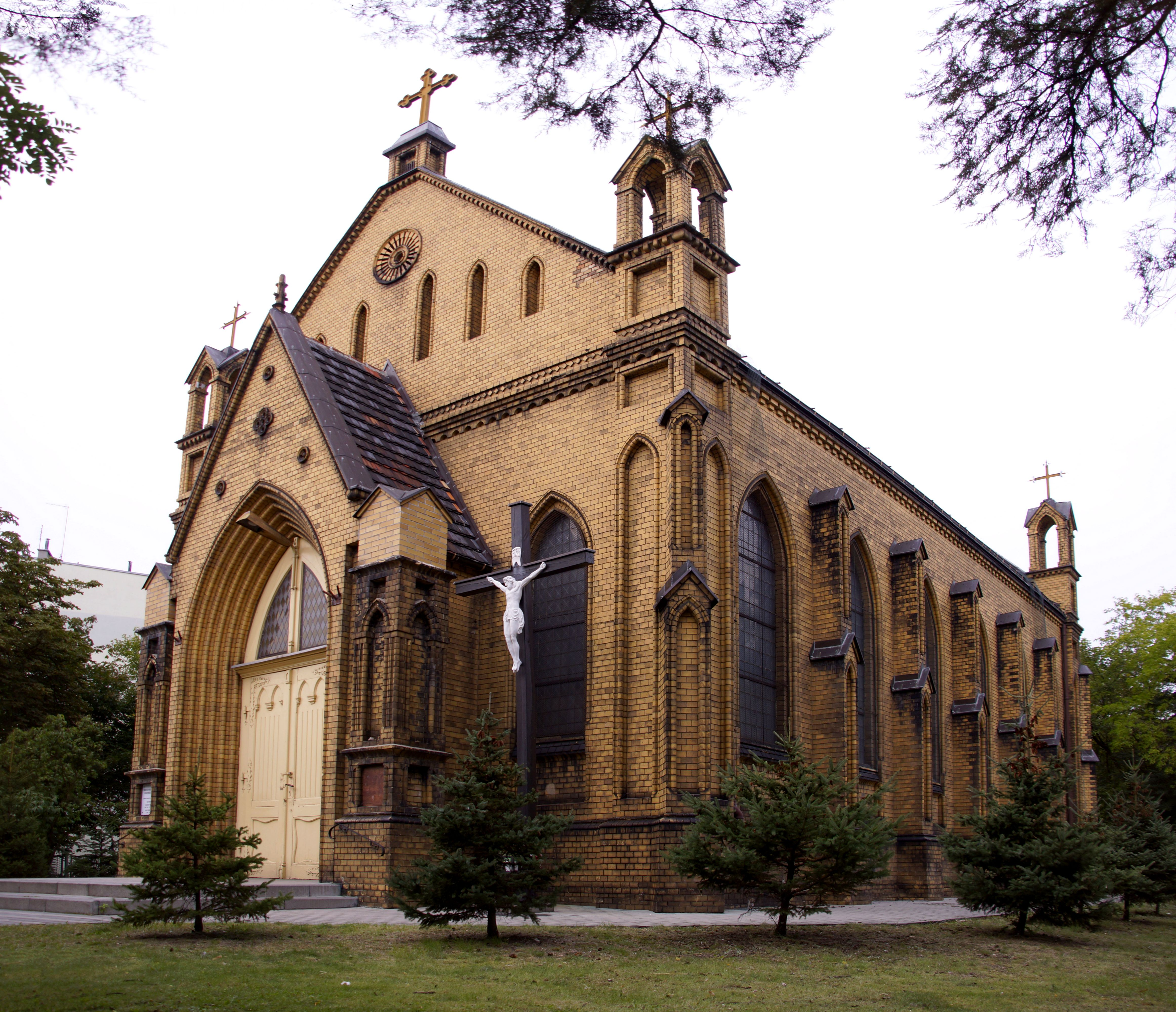
Igreja de Santa Bárbara

### Comunidades religiosas
- Igreja Católica na Polônia:
  - Paróquia de São José Operário[47]
  - Paróquia da Assunção da Bem-Aventurada Virgem Maria[47]
  - Paróquia de Santo Antônio[47]
  - Paróquia de São Miguel Arcanjo[47]
- Igreja Evangélica-Augsburgo na Polônia:
  - Nowa Sól, filial da Paróquia Evangélica-Augsburgo em Zielona Góra[48]
    - Capela Evangélica-Augsburg na rua Wrocławska 16[48][49]
    - Capela Evangélica-Augsburgo no Cemitério Comunitário[49][50]
- Igreja Pentecostal na Polônia:
  - Igreja em Nowa Sól[51]
  - Igreja “Nova Vida”[51]
- Igreja de Deus em Cristo:
  - Igreja “Nova Geração”[52]
- Testemunhas de Jeová:
  - Igreja Nowa Sól-Odra
  - Igreja Nowa Sól-Norte (Salão do Reino, rua Korzeniowskiego 1B)
  - Igreja Nowa Sól-Zatorze (Salão do Reino, rua Nowosolska 40A)